# Фульдське абатство
50°33′15″ пн. ш. 9°40′18″ сх. д. / 50.554027777778° пн. ш. 9.67175° сх. д.
Імперське абатство Святого Боніфація — одне з найдавніших і найбагатших абатств середньовічної Німеччини. З 774 до 1802 року мало статус імперського. Засноване на березі річки Фульда 12 березня 744 року Стурмієм — улюбленим учнем «апостола Німеччині» святого Боніфація, похованого в цьому абатстві. Навколо монастиря згодом виросло місто Фульда.

## Опис

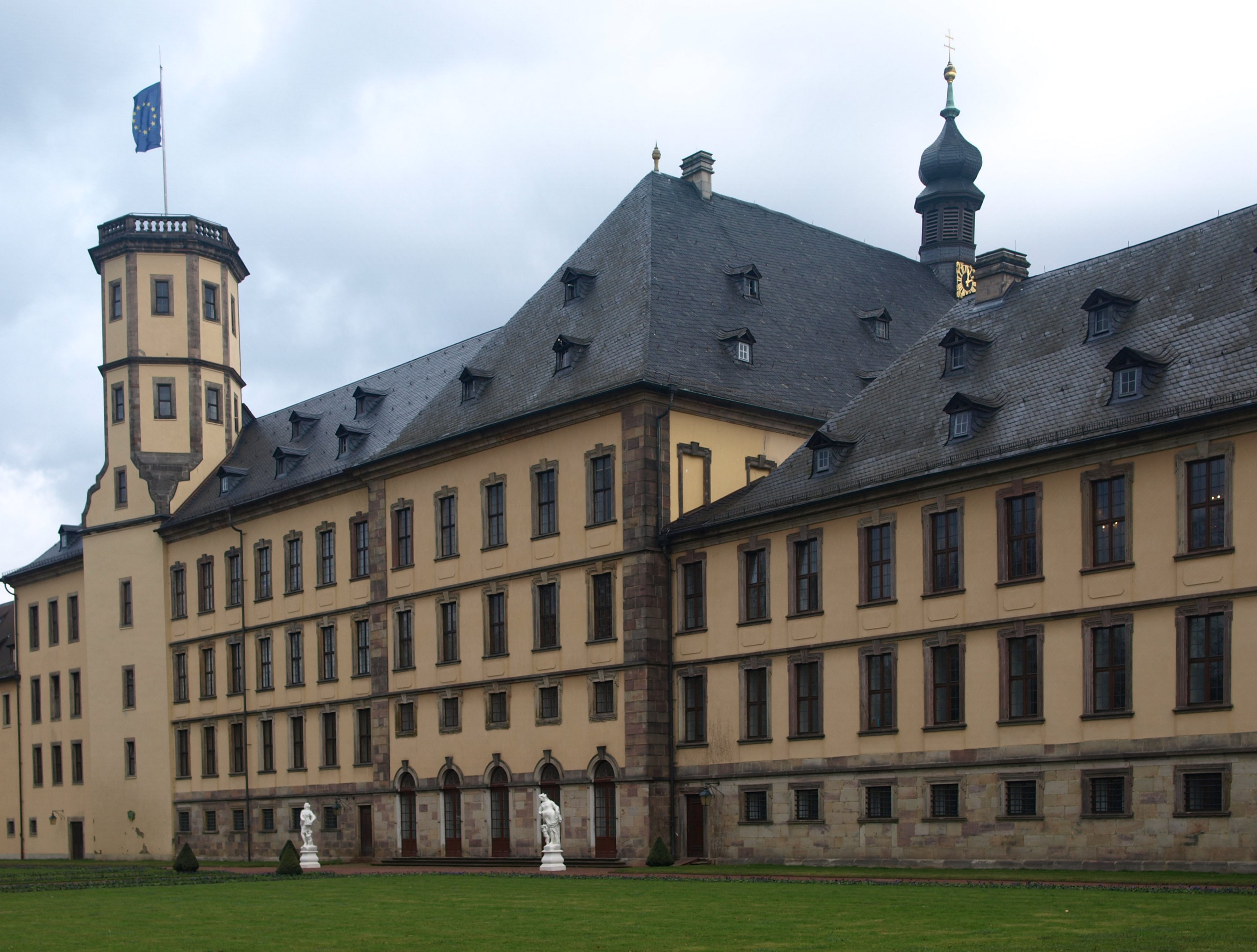
Резиденція князів-абатів Фульди

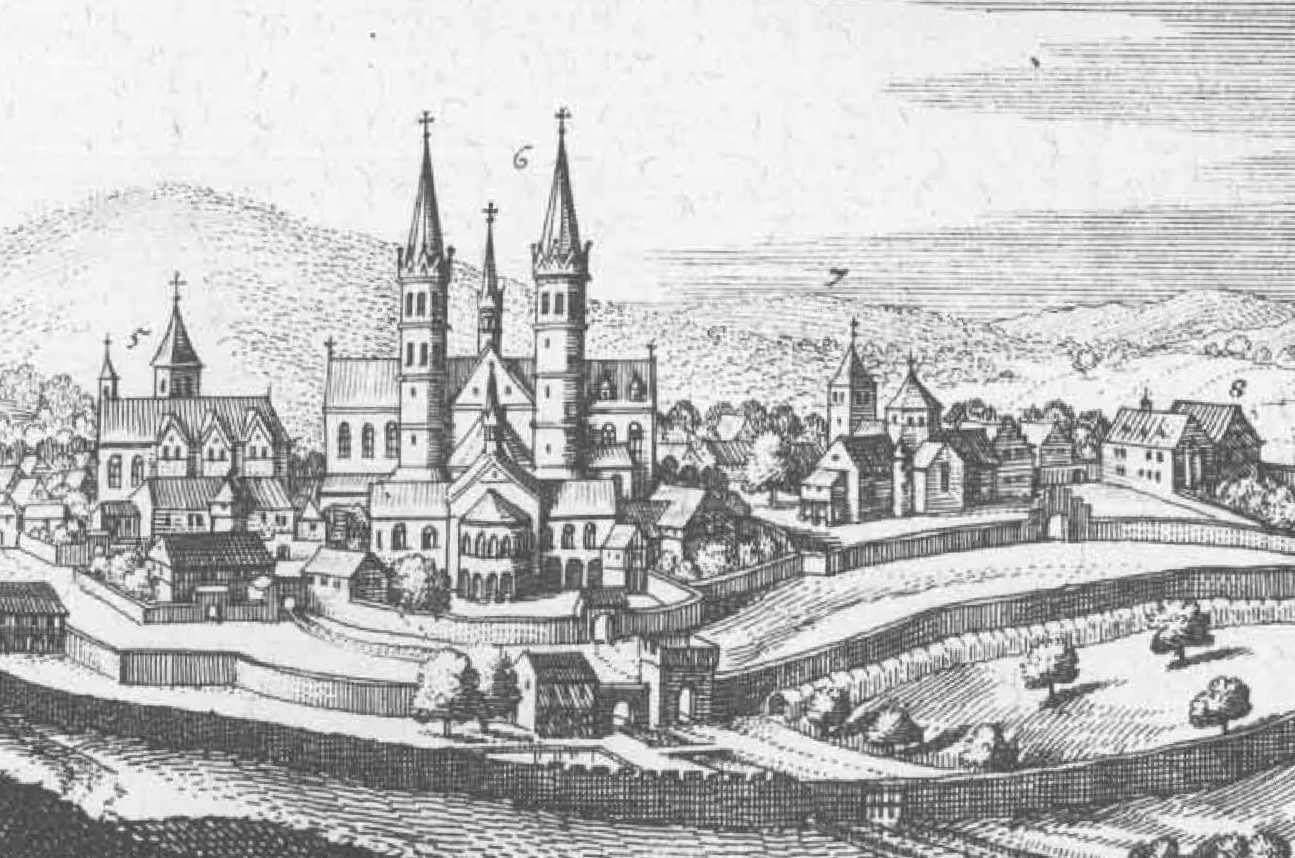
Гравюра з видом абатства (1655)

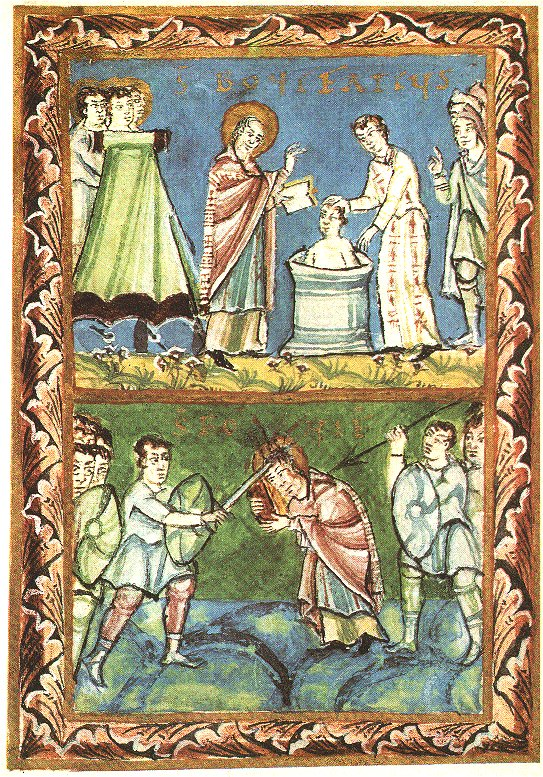
Мініатюри з Фульдського сакраментарію (XI століття)

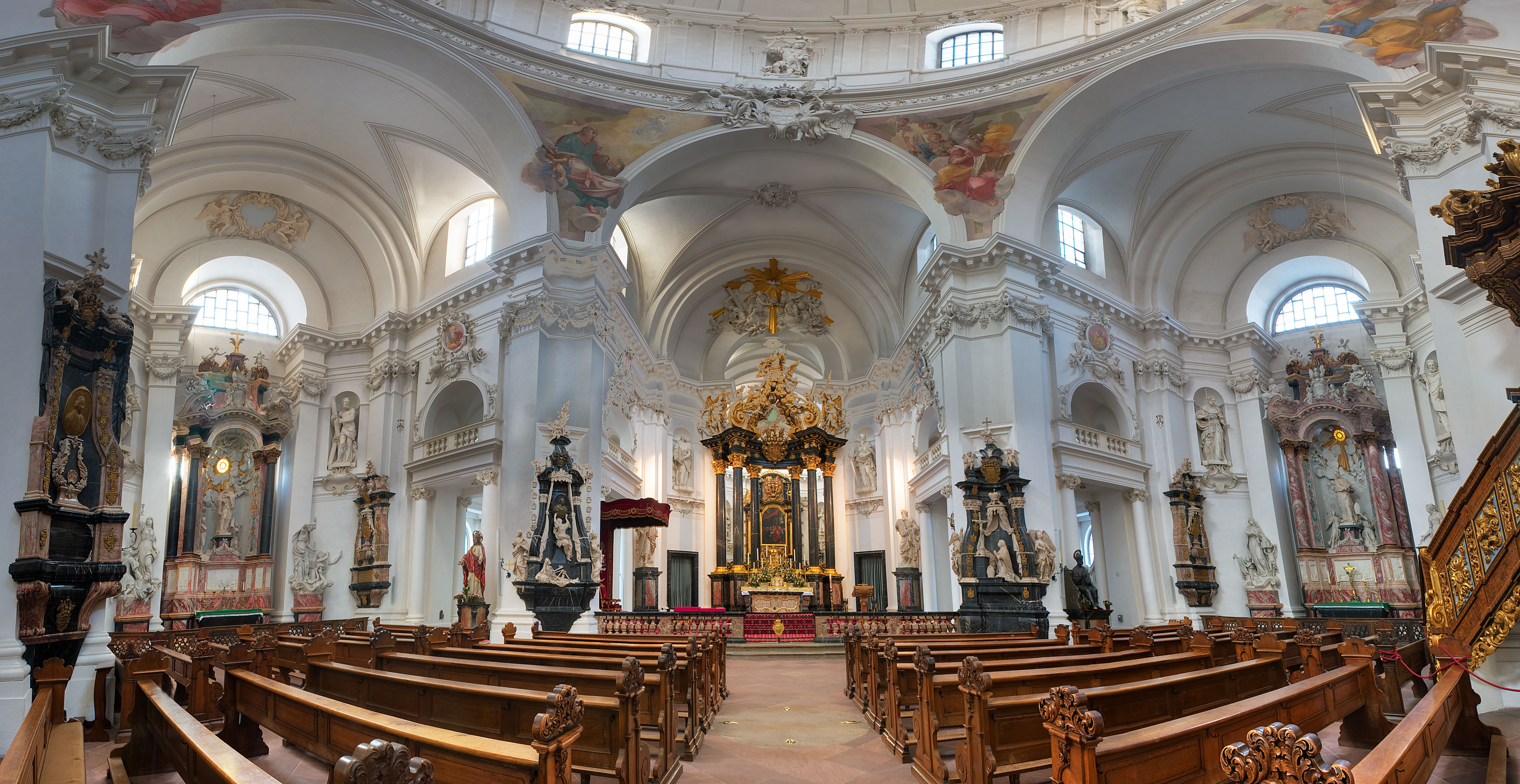
Інтер'єр «високої церкви» абатства

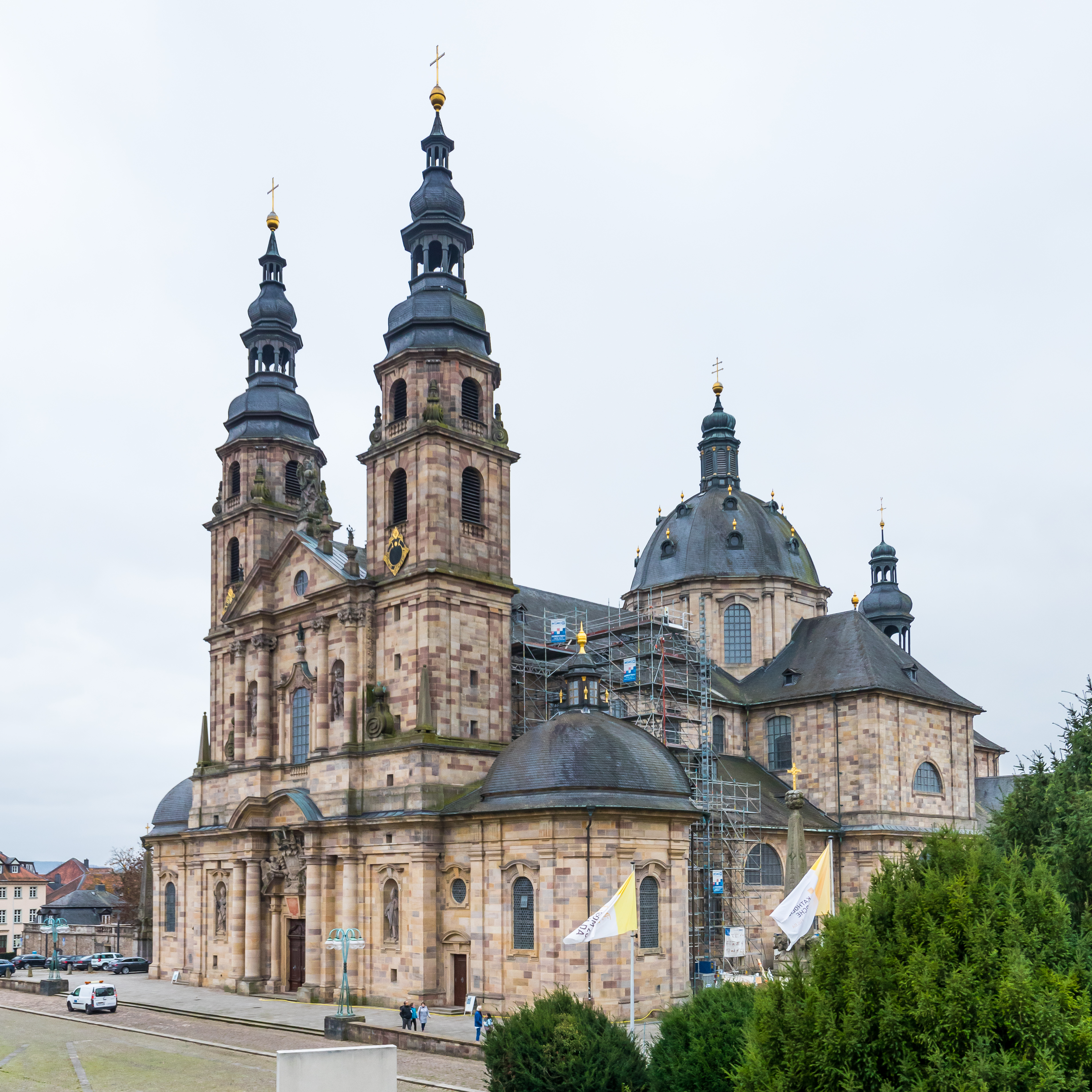
Абатство після перебудов Дінценгофера

Фульдське абатство було засноване 744 року святим Стурмієм, учнем святого Боніфація. Абатство стало автономною одиницею місцевої церкви й одним із центрів християнської місії в Німеччині. У монастирі був прийнятий Статут Бенедикта. Вже за життя святого Боніфація абатство в Фульді придбало землі в Саксонії та Тюрінгії. З 751 року абат підкорявся не місцевому єпископу, а безпосередньо Папі Римському. До мощей Святого Боніфація не висихав потік паломників. За часів абата Храбана Мавра, в 822–844 роках, в монастирських стінах проживало понад 600 ченців. Крипта монастиря була споруджена у 820-х роках, саме тут ховали померлих ченців (нині церква св. Михайла).
Після мученицької смерті від рук язичників-фризів, мощі святого Боніфація були перенесені до Фульди. Святий Раймунд, наступник святого Боніфація на кафедрі Майнца, намагався підпорядкувати абатство своїй юрисдикції, але не мав у цьому успіху. З цієї причини він заснував абатство Герсфельд, розташоване поряд з Фульдою.
Між 790 і 819 роками абатство зазнало реконструкції. Проєкт нового монастирського храму ґрунтувався на моделі будівлі IV століття (нині знесеної), давньої базиліки Святого Петра в Римі. Мощі святого Боніфація, якого називають «апостолом Німеччини», були покладені в крипті. Церква була повністю перебудована в епоху бароко. Невелика каплиця IX століття була розташована недалеко від церкви. Пізніше на цьому місці був заснований жіночий монастир.
Фульда увійшла в історію як один з центрів Каролінзького Відродження. Звідси розсилалися місії по всій Саксонії. Монастир славився своїм скрипторієм і бібліотекою, де зберігалося щонайменше 2000 рукописів. Нині основна частина монастирських архівів зберігається в Марбурзі.
У X столітті настоятель монастиря був визнаний очільником усіх бенедиктинців Німеччини і Галії. У XII столітті абати виконували функцію імперських канцлерів, а 1220 року Фрідріх II закріпив за ними привілеї князів імперії. Однак посилення майнцьких архієпископів і Гессенського можновладного дому поступово зробило Фульду пішаком в боротьбі цих могутніх феодалів за панування на землях в середній течії Рейну.
В середині XV століття монастир втрачає залишки колишнього політичного значення, а в роки Селянської та Тридцятилітньої воєн зазнає неодноразового розграбування. Після Реформації абатство опинилося в оточенні протестантських земель. Соборна церква 1294–1312 років у XVII столітті була відновлена, а в XVIII столітті перебудована в стилі зрілого бароко за проєктом Йоганна Дінценгофера.
1752 року абатство стало центром однойменної єпархії. У 1730–1757 роках для абата-єпископа Адольфа фон Дальберга за 4 км від Фульда була споруджена барокова резиденція — палац-замок Фазанерія . Родина Дальберга в особі Карла Теодора продовжувало панувати в Фульді в епоху Наполеонівських воєн.
Під час секуляризації імперських володінь в 1801 році єпископство Фульда і абатство Корвей планувалося передати Вільгельму V Оранскому, проте врешті Фульда увійшла до складу Вестфальське королівства (1806) та великого герцогства Франкфуртського (1810). Рішенням Віденського конгресу місто Фульда та інші володіння єпископа були приписані до території великого герцогства Гессенського.

## Князі-абати Фульди
| - Стурмій (744—779); - Баугульф (779—802); - Ратгар (802—817); - Айгіль (818—822); - Храбан Мавр (822—842); - Гатто I (842—856) - Тіото (856—869); - Зиґігарт (869—891); - Гвоґґі (891—915); - Гельмфрід (915—916); - Гайко (917—923); - Гільтіберт (923—927); - Гадамар (927—956); - Гатто II (956—968); - Верінар (968—982); - Брантох I (982—991); - Гатто III (991—997); - Еркенбальд (997—1011); - Брантох II (1011—1013); - Поппо (1013—1018); - Ріхард (1018—1039); - Зигіварт (1039—1043); - Роїнг (1043—1047); - Егберт (1047—1058); - Зигфрід (1058—1060); - Відерад фон Еппштайн (1060—1075); - Руотгарт (1075—1096); - Годефрід (1096—1109); - Вольфгельм (1109—1114); - Ерлоф фон Бергольц (1114—1122); - Ульріх фон Кемнат (1122—1126); - Генріх I фон Кемнат (1126—1132); - Берто I фон Шліц (1132—1134); - Конрад I (1134—1140); - Алегольф (1140—1148); - Руггері I (1148); - Генріх II фон Бінгартен (1148—1149); - Марквард I (1150—1165); - Гернот (1165); - Герман (1165—1168); - Бургард фон Нюрінгс (1168—1176); | - Руггер II (1176—1177); - Конрад II (1177—1192); - Генріх III фон Кронберг (1192—1216); - Гартман I (1216—1217); - Куно (1217—1221); - Конрад III фон Малькес (1221—1249); - Генріх IV фон Ертгаль (1249—1261); - Берто II фон Лайбольц (1261—1271); - Берто III фон Макенцель (1271—1272); - Берто IV фон Бімбах (1273—1286); - Марквард II фон Бікенбах (1286—1288); - Генріх V фон Вайльнау (1288—1313); - Еберхард фон Ротенштайн (1313—1315); - Генріх VI фон Гогенберг (1315—1353); - Генріх VII фон Кранлукен (1353—1372); - Конрад IV фон Ганау (1372—1383); - Фрідріх I фон Ромрод (1383—1395); - Йоганн I фон Мерлау (1395—1440); - Герман II фон Бухенау (1440—1449); - Райнгард фон Вайльнау (1449—1472); - Йоганн II фон Генненберг-Шлезінген (1472—1513); - Гартман II Кіркберг (1513—1521 / 29); - Йоганн III фон Хенненберг-Шлезінген (1521/29 — 1541); - Філіп Шенк цу Швайнсберг (1541—1550); - Вольфганг Дітріх фон Озіґгайм (1550—1558); - Вольфганг Шуцбар (1558—1567); - Філіп Георг Шенк цу Швайнсберг (1567—1568); - Вільгельм Гартман фон Клауер цу Вора (1568—1570); - Бальтасар фон Дернбах (1570—1606); - Юліус Ектер фон Меспельбрун (1576—1602); - Йоганн Фрідріх фон Швальбах (1606—1622); - Йоганн Бернгард Шенк цу Швайнсберг (1623—1632); - Йоганн Адольф фон Гогенек (1633—1635); - Герман Георг фон Нойгоф (1635—1644); - Йоахим фон Гравенег (1644—1671); - Бернгард Густав фон Баден-Дурлах (1671—1677); - Плацидус фон Дросте (1678—1700); - Адальберт I фон Шлайфрас (1700—1714); - Костянтин фон Буттлар (1714—1726); - Адольф фон Дальберг (1726—1737); - Аманд фон Бусек (1737—1756), з 1752 року князь-єпископ . |  |